# Memoria de la melancolía
Memoria de la melancolía es una autobiografía escrita por María Teresa León en Roma pero publicada en Buenos Aires en 1970.

## Contexto
Estas memorias forman parte de la llamada literatura de las exiliadas que se centra especialmente en memorias y experiencias personales.  En ellas diversas autoras plasmaron lo que vivieron y lo hicieron siendo conscientes de ser portadoras de la memoria de esos hechos. Entre las obras están: De Barcelona a la Bretaña francesa (1939), de Luisa Carnés; Éxodo. Diario de una refugiada española (1940), de Silvia Mistral; Un barco cargado de... de Cecilia G. de Guilarte (1972), Los diablos sueltos, de Mada Carreño (1975), Primer exilio (1978), de Ernestina de Champourcin, Memorias habladas, memorias armadas (1990) de Concha Méndez; Antes que sea tarde de Carmen Parga o las de la militante socialista Aurora Arnaiz, Retrato hablado de Luisa Julián.
Escribió estas Memorias desde su último exilio, el de Roma. Tenía 64 años y se sentía una mujer vieja. Se han comparado con la de su esposo Rafael Alberti, La arboleda perdida, quien fue su compañero durante 60 años. Es inevitable que hayan compartido recuerdos y vivencias en común.

## Argumento
León rememora hitos importantes de su vida, como su puesto de directora de las Guerrillas del Teatro del Centro, cuyo objetivo era acercar el teatro a diferentes frentes durante el conflicto, y su cargo de secretaria de la Alianza de Intelectuales Antifascistas, formada por figuras destacadas como José Bergamín, Luis Cernuda, Ramón J. Sender y Max Aub entre muchos otros. Además, menciona los riesgos que enfrentó al intervenir en la salvación del patrimonio artístico del Museo del Prado, Toledo y El Escorial, como parte de la Junta de Incautación del Tesoro Artístico. A pesar de sus esfuerzos en la resistencia, no pudo evitar los sufrimientos que ella y otros republicanos padecieron tras el fin de la guerra. En 1939, comenzó su exilio en Francia, Argentina e Italia.
Las secuencias que componen la historia se hilvanan en una sucesión de tiempos y espacios no lineales, sino superpuestos, similar a los mecanismos aleatorios de la memoria. Esta aparente fragmentación revela, en realidad, una urdimbre profunda común que sostiene su relato. La libre asociación de ideas le permiten intercalar diversos tiempos y vivencias. Así, se entrelazan sucesos de la República y la Guerra civil con evocaciones de su entorno familiar en la niñez y en sus años de formación. También rememora sus primeras experiencias en la vida adulta, en un entorno social muy restrictivo para las mujeres, y su lucha constante por mantener su dignidad en tiempos históricos complejos.
Utiliza a menudo la tercera persona en su narración, generalmente, en las partes que corresponden a su niñez y juventud, refiriéndose a sí misma como la chica o la niña,destacando su evolución desde la infancia hasta convertirse en una defensora decidida de sus ideales. León evoca recuerdos personales que ayudan a comprender su melancolía y el miedo a no saber dónde va a morir. Sus palabras nos llevan a la reflexión sobre su desarraigo y añoranza durante años de exilio. Desde Roma, donde escribe este libro, León seguía atenta a la realidad de su país perdido, observando el presente sin su participación. A pesar de esto, mantuvo firmes sus convicciones políticas y republicanas, continuando la defensa de los valores por los que había luchado toda su vida.